# 龙之队球迷会
龙之队球迷会是中国国家足球队的官方球迷会，2013年7月19日在中国陕西西安成立，原名为中国红球迷会。球迷会于2014年12月21日在湖南郴州更名为“龙之队”，并在43个地方球迷协会的支持下，由简满根担任首任会长。 在2016年时，龙之队累积为国家足球队助威45,000人次，送出球衣39,000件。

## 批评
龙之队球迷会成立之初，便一直以商业化思路运营球迷组织，接受融资和商业赞助。2014年，简满根组建深圳市龙之队球迷会体育产业有限公司，负责龙之队球迷会的日常运营，并垄断国字号比赛的主场票务，部分会员利用龙之队的票务资源充当黄牛，伺机牟利。
同时，龙之队球迷会单调、陈旧的助威方式，应援装备也过于简陋，并存在内容抄袭的行为，遭致了国内许多球迷团体的批评和抵制。由于其成员当中掌握话语权的普遍年龄偏大（其中不乏“足球皇帝”罗西等知名球迷，喜欢用奇装异服装扮自己，注重个人风头），对于球迷文化的理解也存在不足，且不强调看台助威过程中的纪律性，致使其球迷方阵在看台上毫无建树。
有球迷讥讽龙之队球迷会为“一群爱作秀的票贩子，打着球迷的旗号组建的票务公司”。